# Питт, Уильям Старший
Уильям Питт, 1-й граф Чатам (англ. William Pitt; 15 ноября 1708[…], Лондон — 11 мая 1778[…], Бромли, Большой Лондон) — британский государственный деятель из партии вигов, который в качестве военного министра в годы Семилетней войны внёс неоценимый вклад в становление Британии как мировой колониальной империи и смог значительно прирастить заморские владения британской короны. Закончил карьеру премьер-министром (с 1766 по 1768 годы). Его часто называют Уильям Питт Старший, чтобы отличить его от сына Уильяма Питта Младшего, который руководил британским правительством в годы Наполеоновских войн.

## Биография

### Ранние годы
Питт родился в состоятельном семействе. Его дедом по отцовской линии был «алмазный» Питт, наживший баснословное состояние в бытность руководителем мадрасского отделения Ост-Индской компании; это он привёз в Европу знаменитый алмаз Регента. По материнской линии прадедом будущего политика был Джордж Вильерс, 4-й виконт Грандисон из семейства Вильерсов — племянник герцога Бекингема.
Тем не менее по рождению он принадлежал к сословию нуворишей, а не потомственной аристократии, и большую часть политической жизни занимал место в Палате общин, а не в Палате лордов, за что получил прозвище «великого общинника» (англ. The Great Commoner). Обучался в Итонской частной школе (вместе с Генри Филдингом) и свободно посещал по крайней мере два университета — Оксфордский и Утрехтский. По обычаю того времени, он совершил краткое путешествие по континентальной Европе на средства, выделенные свойственником — лордом Кобэмом, владельцем блистательной усадьбы в Стоу.
Этот влиятельный сановник, готовя свержение всевластного Роберта Уолпола, набирал команду верных себе молодых вигов. Будучи незаурядным оратором, Питт выступал рупором этого кружка, засыпая миролюбивого Уолпола обвинениями в малодушии и призывая к возобновлению колониальных войн. После того, как «юные патриоты» из «выводка Кобэма» перетянули на свою сторону и принца Уэльского, Уолпол был в 1742 году отстранён от управления государством.

### Коридоры власти
После падения Уолпола Питт видел своим главным соперником государственного секретаря Джона Картерета, который ввязал Англию в Войну за австрийское наследство. Питт высмеивал его стремление всемерно защищать от посягательств французов ганноверские владения правящего монарха, за что подвергся остракизму со стороны короля. Вследствие противодействия монархии он долгое время не мог рассчитывать на высшие должности в правительстве.
В 1746 году Георг II против своей воли назначил Питта вице-казначеем Ирландии и главным казначеем вооружённых сил. Тот использовал своё положение для укрепления британского флота, ибо рассчитывал перевести противостояние с Францией с континентальных полей сражений в колониальные воды.
Получив наследство от сочувствовавшей ему герцогини Мальборо, Питт вышел в отставку и удалился с жалобами на подагру в свой новый дом в курортном Бате. В 46 лет он неожиданно женился на племяннице своего покровителя лорда Кобэма.

### Семилетняя война
Между тем разразилась Семилетняя война, и Питт был призван стать главой правительства (номинально возглавляемого герцогом Девонширским). Фактически именно он руководил военными операциями англичан. Развернув стяг национальной войны, Питт искусно объединил вокруг себя все враждующие партии.
В соответствии со своими убеждениями Питт по возможности уклонялся от участия в кровопролитных, но бесплодных, по его мнению, сражениях на европейском континенте и сосредоточил своё внимание на колониальных фронтах — в Индии (где против французов успешно действовал Роберт Клайв) и в Америке (где разгорелась т. н. Франко-индейская война).
Эта политика англичан оказалась весьма дальновидной. Им удалось вытеснить французов с территории Канады и Индии, прирастить свои владения в Вест-Индии и в Африке, но в Средиземноморье они потеряли стратегически расположенный остров Менорка. Целью следующих ударов Питт видел колониальные владения одряхлевшей Испании, однако правительство отказалось ввязываться в новую войну. В знак протеста он в декабре 1761 ушёл в отставку.

### Закат карьеры

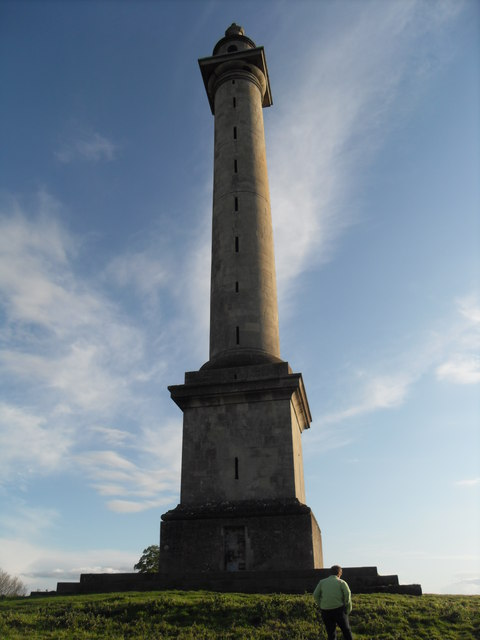
Прижизненный памятник Питту в Бёртон-Пинсенте (1757)

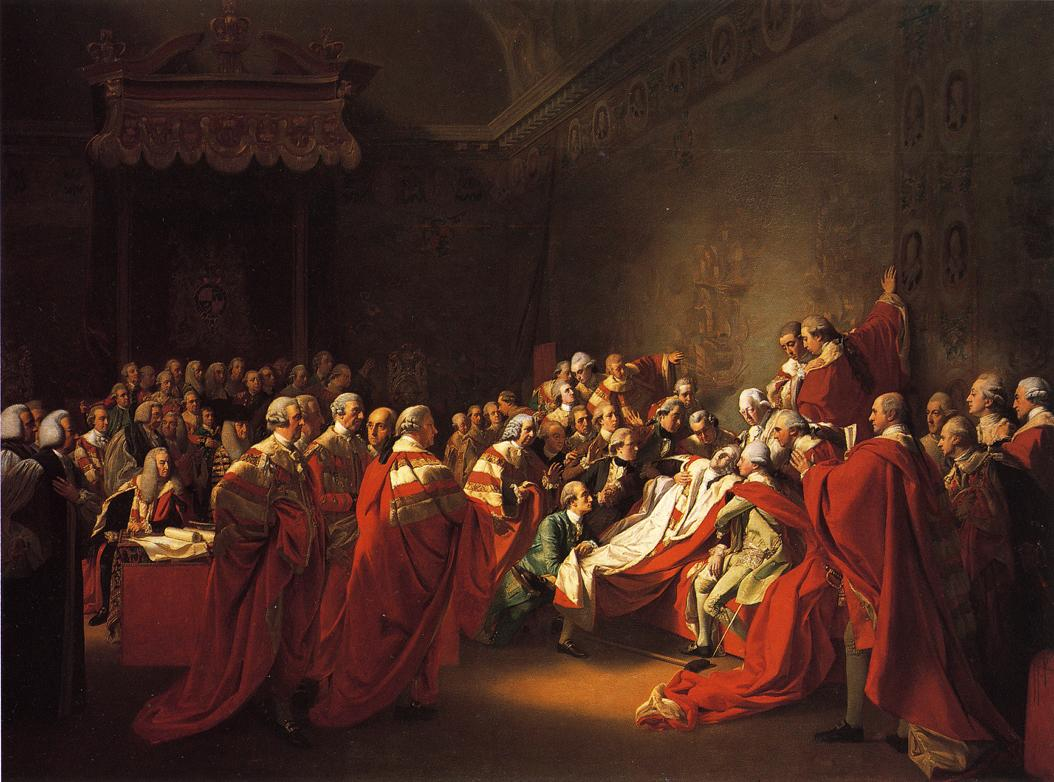
Последняя речь графа Четэма в Палате лордов (картина Синглтона Копли)

В 1760-е годы Питт тяжёло страдал от подагры, которая, по отзывам современников, время от времени «ударяла ему в голову». Промежутки между учащавшимися затмениями рассудка он заполнял «улучшением ландшафта» своей усадьбы в Бёртон-Пинсенте (графство Сомерсет), для чего прибегал к услугам знаменитого садовника Л. Брауна.
Король возвёл Питта в потомственные лорды с титулом графа Чатама. Этот шаг вынудил его оставить палату общин ради палаты лордов, где он имел гораздо меньше влияния. В те же годы он порвал с влиятельной семьёй супруги, высказывая слишком либеральные, по их мнению, взгляды. Он, в частности, заступался за угнетённых американских колонистов (в том числе искал компромиссное решение в назревавшем конфликте) и радикального журналиста Джона Уилкса. Похоронен в Вестминстерском аббатстве. Расписанная палата Вестминстерского дворца использовалась как прощальный зал с телом умершего Уильяма Питта Старшего.

## Семья
Был женат на леди Эстер Гренвилл (1720—1803), дочери сэра Ричарда Гренвилла и Эстер Темпл, 1-й графини Темпл.
Дети:
- леди Эстер Питт[англ.] (19 октября 1755 — 20 июля 1780), жена Чарльза Стэнхоупа, виконта Маона (позже — 3-го графа Стэнхоупа); 3 дочери
- генерал Джон Питт, 2-й граф Четэм (1756—1835); одна дочь
- леди Гарриет Питт (1758? — 24 сентября 1786), жена Эдварда Джеймса Элиота (1758—1797)[c]; одна дочь
- достопочтенный Уильям Питт Младший (1759—1806), премьер-министр Великобритании; женат не был
- достопочтенный Джеймс Чарлз Питт (24 апреля 1761 — 13 ноября 1780), офицер британских ВМС; женат не был

Таким образом, после смерти в 1835 году 2-го графа Чатама мужские линии потомства Питта-старшего вымерли.

## Память
- Его имя носят американский город Питтсбург и округ Питт в штате Северная Каролина.

## Образ в кино
- «Адмирал Ушаков» и «Корабли штурмуют бастионы» (оба — 1953) — актёр Николай Волков

## Комментарии
1. ↑  Более частое значение слова commoner — 'простолюдин'.
2. ↑  Крисчен Литтлтон[вд] — сестра виконта Кобэма — была тёщей Томаса Питта (ум. 1761)[7], старшего брата Уильяма. Позже сам Уильям женился на дочери другой сестры лорда Кобэма.
3. ↑  Старший сын Эдварда Крэггс-Элиота, 1-го барона Элиота.